# Chomāq Tappeh
Chomāq Tappeh (persiska: چماق تپّه) är en ort i Iran.   Den ligger i provinsen Kermanshah, i den nordvästra delen av landet, 400 km väster om huvudstaden Teheran. Chomāq Tappeh ligger 1 829 meter över havet och antalet invånare är 221.
Terrängen runt Chomāq Tappeh är varierad. Runt Chomāq Tappeh är det ganska tätbefolkat, med 108 invånare per kvadratkilometer. Närmaste större samhälle är Sonqor, 14,2 km nordväst om Chomāq Tappeh. Trakten runt Chomāq Tappeh består i huvudsak av gräsmarker.